# Issoria hanningtoni
Issoria hanningtoni is een vlinder uit de familie van de Nymphalidae. De wetenschappelijke naam van de soort is voor het eerst geldig gepubliceerd in 1889 door Elwes.